# Полянка (станция метро)
«Поля́нка» — станция Серпуховско-Тимирязевской линии Московского метрополитена.
Открыта 23 января 1986 года в составе участка «Серпуховская» — «Боровицкая».

## История и происхождение названия
Станция открыта 23 января 1986 года в составе участка «Серпуховская» — «Боровицкая», после ввода в эксплуатацию которого в Московском метрополитене стала 131 станция. Названа в честь проходящих рядом со станцией метро улиц Большая и Малая Полянка.

## Устройство и оформление станции
Станция — колонная трёхсводчатая, глубокого заложения (глубина заложения — 36,5 метра).
Оформление станции выполнено в простых архитектурных формах. Путевые стены и пилоны облицованы мрамором светло-серых оттенков. Освещение — люминесцентные лампы дневного света.
В торце зала находится скульптурная композиция «Молодая семья» (художник С. А. Горяинов), выполненная в цветной керамике.

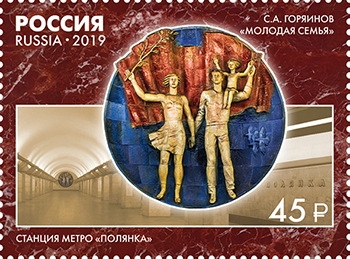
Скульптурная композиция «Молодая семья» на почтовой марке России 2019 года

## Вестибюли и пересадки
На станции один вестибюль на углу улицы Большая Полянка и 2-го Полянского переулка. Вблизи вестибюля также располагаются Малая Полянка и Малая Якиманка, Старомонетный и Бродников переулки. В 1980-х годах планировалась пересадка на станцию «Якиманка» Калужско-Рижской линии, однако впоследствии от строительства станции отказались.

## Пассажиропоток
Пассажиропоток по станции за сутки (1999 год) — 22 750 человек. Пассажиропоток по вестибюлям за сутки (2002 год): по входу — 25 700 человек, по выходу — 32 000 человек. Это самый маленький из всех пассажиропотоков беспересадочных станций внутри Кольцевой линии.

## Станция в цифрах
- Радиус боковых залов — 4,25 метра, радиус центрального зала — 4,75 метра.
- Расстояние между осями тоннелей — 16,28 метра.
- Таблица времени прохождения первого поезда через станцию[1]:

| По чётным числам                 | Будние дни | Выходные дни |
| По нечётным числам               | Будние дни | Выходные дни |
| В сторону станции «Боровицкая»   | 05:49      | 05:49        |
| В сторону станции «Боровицкая»   | 05:49      | 05:49        |
| В сторону станции «Серпуховская» | 05:51      | 05:54        |
| В сторону станции «Серпуховская» | 05:51      | 05:53        |

## Наземный общественный транспорт
На этой станции можно пересесть на следующие маршруты городского пассажирского транспорта:
- Автобусы: м9, 538

## В массовой культуре
- На строящейся станции «Полянка» снималась одна из сцен фильма «Кин-дза-дза!»[3].
- Станция «Полянка» под названием «Станция Судьбы» фигурирует в серии игры и романов «Метро 2033 (игра)».

## Галерея

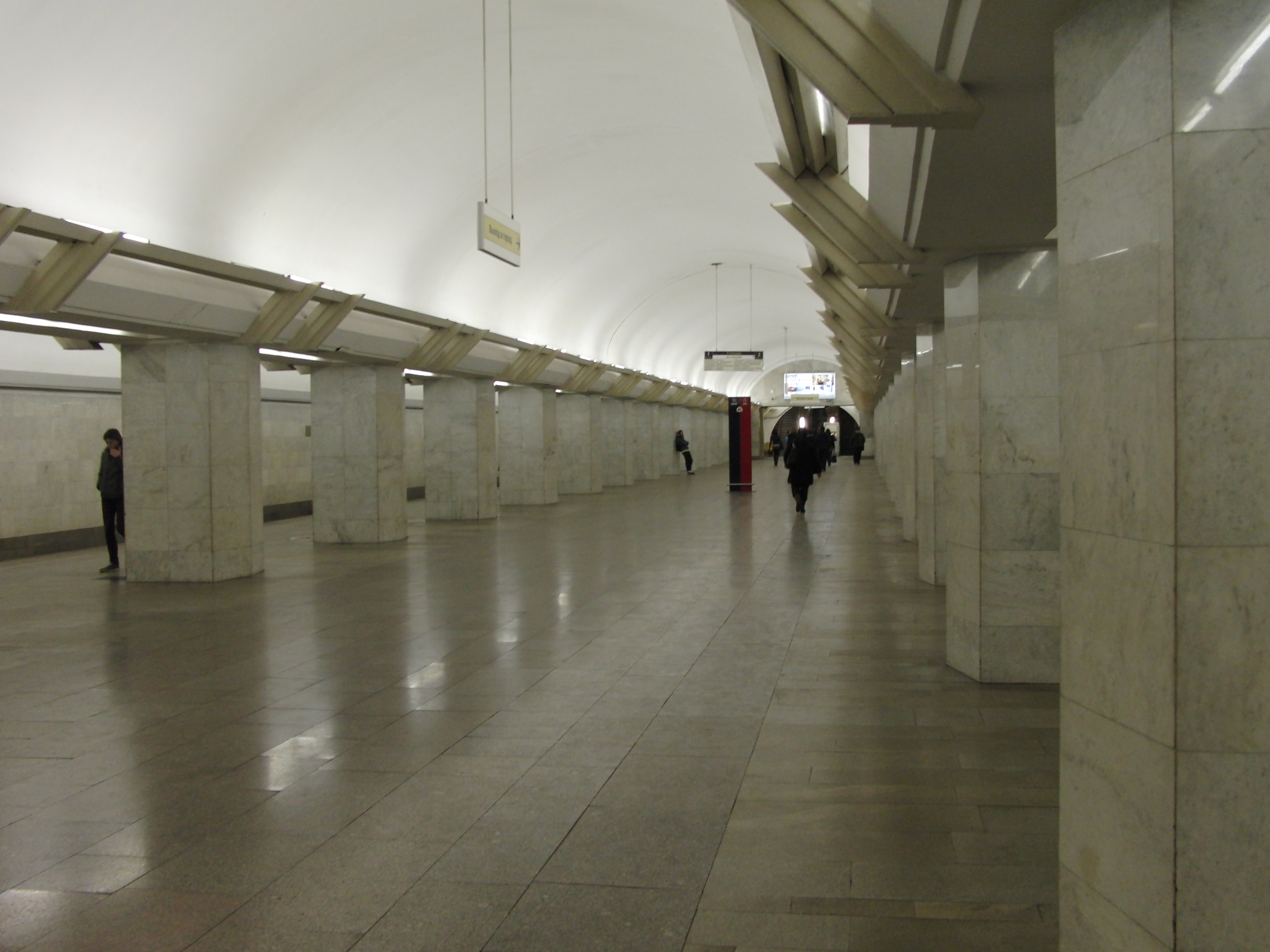
Центральный зал
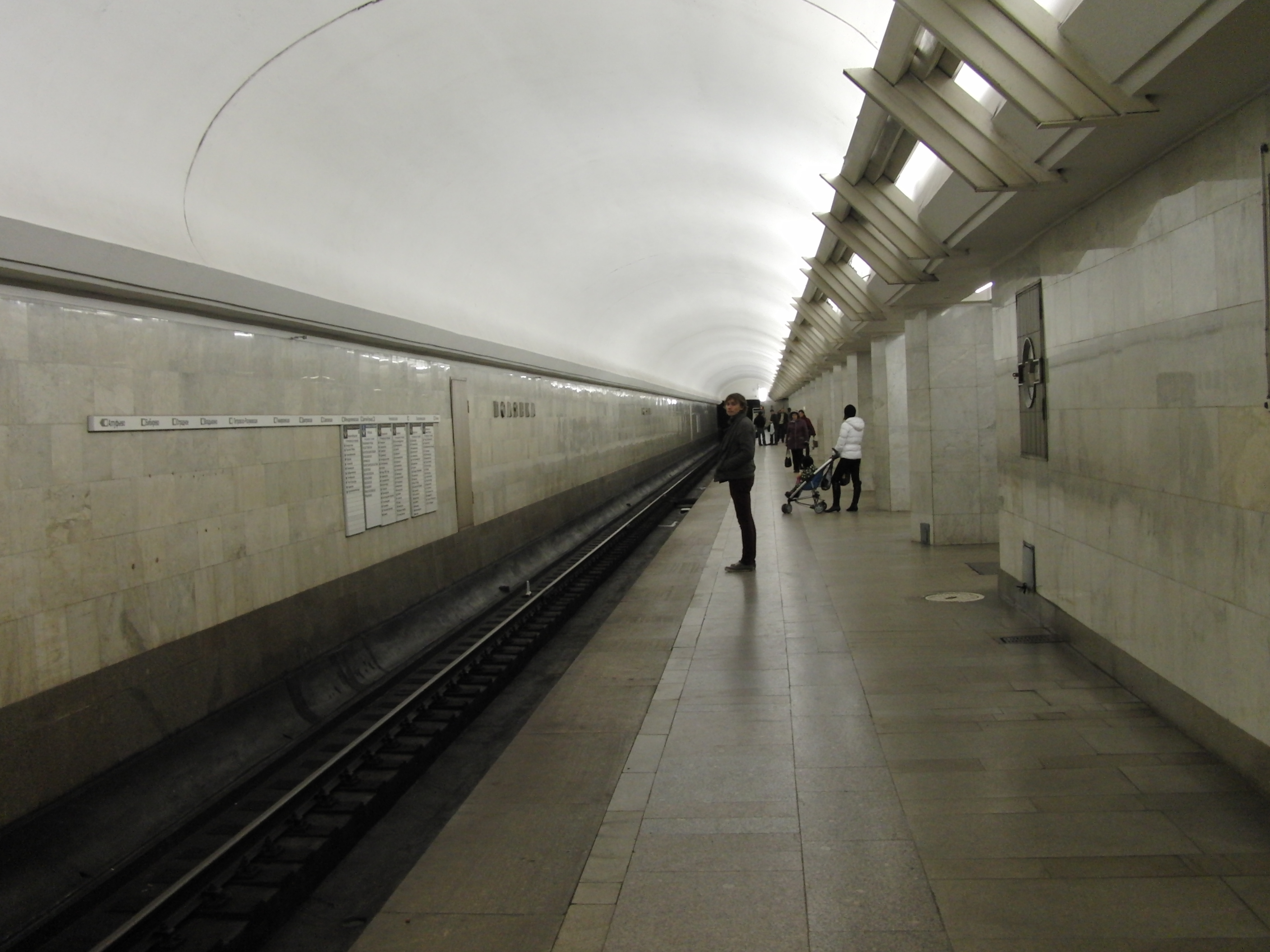
Боковой зал
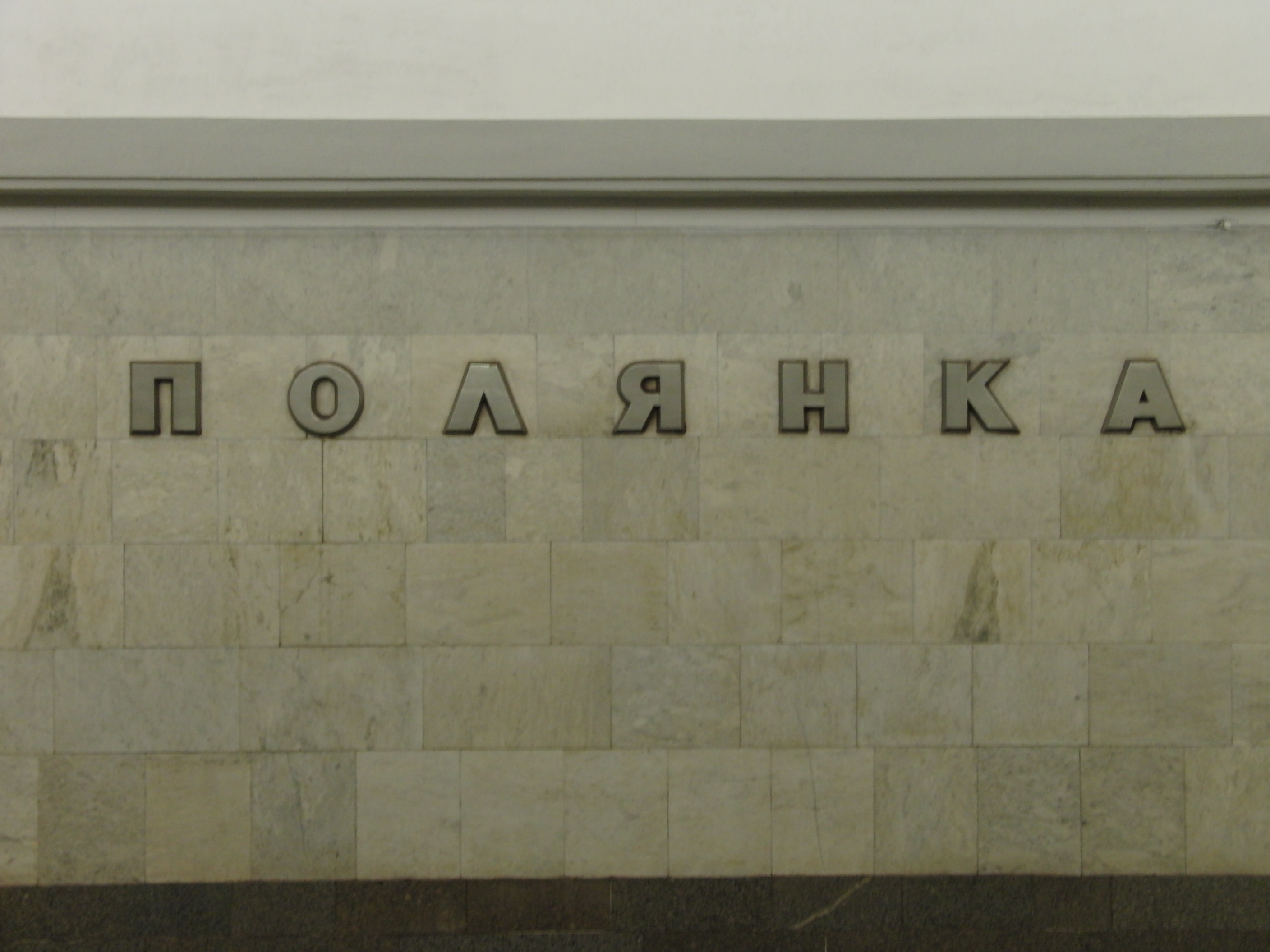
Название станции на путевой стене
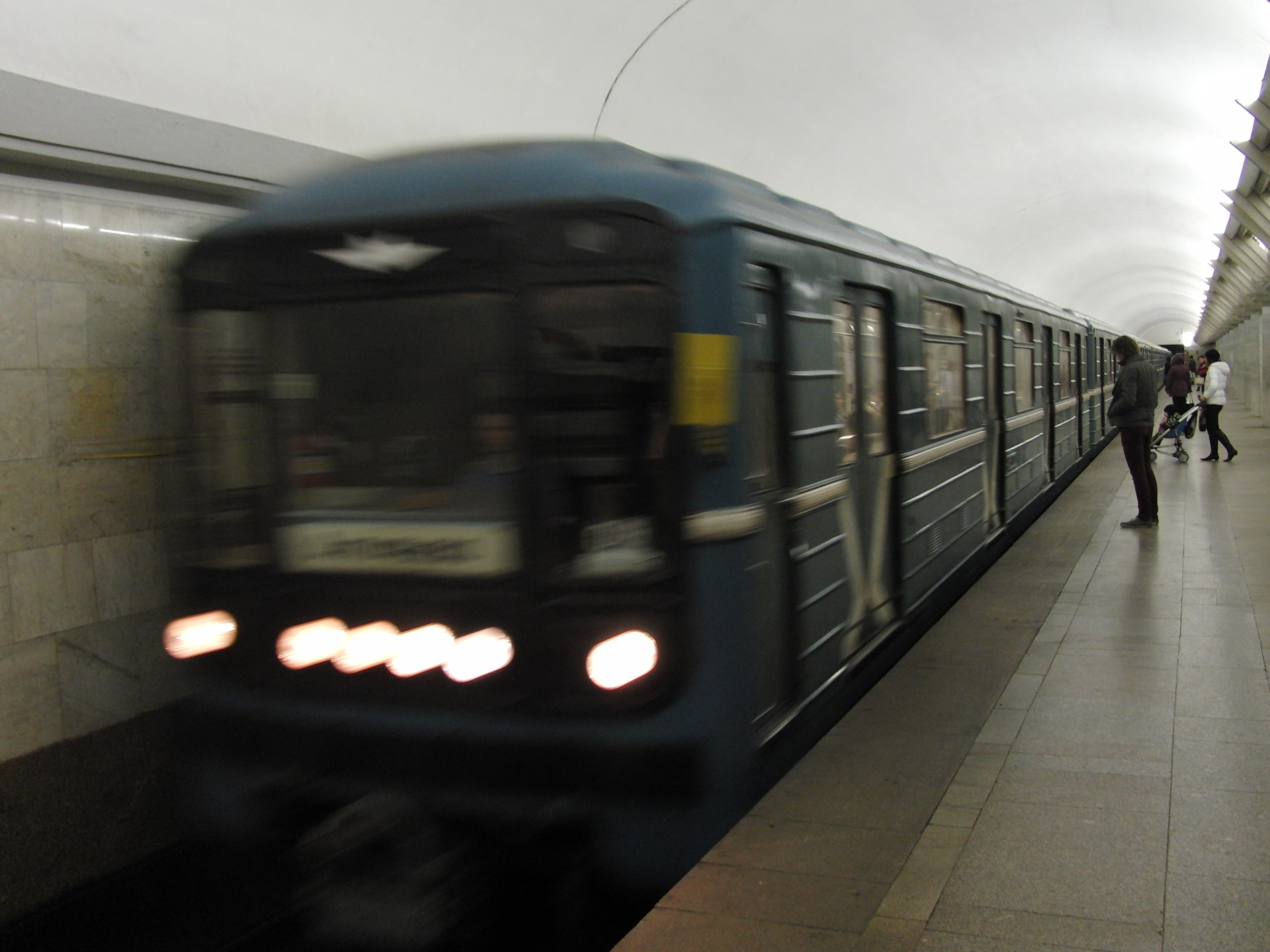
Поезд на станции